# Великі Галашки
Великі Гала́шки (рос. Большие Галашки) — село у складі Горноуральського міського округу Свердловської області.
Населення — 15 осіб (2010, 15 у 2002).
Національний склад станом на 2002 рік: росіяни — 100 %.